# Оренбургский государственный аграрный университет
Оренбургский государственный аграрный университет (ОГАУ) — федеральное государственное образовательное учреждение высшего образования. Основан 19 мая 1930 года, настоящий учредитель — Министерство сельского хозяйства Российской Федерации. Ректор университета -
кандидат биологических наук, доцент — Гончаров Алексей Геннадьевич.

## История[1]
Создание и этапы становления:
- Оренбургский сельскохозяйственный институт образован в соответствии с приказом народного комиссариата просвещения РСФСР от 16.05.1930 № 266 на основании ходатайства Оренбургского комитета ВКП(б) и Второго Окружного съезда Советов трудящихся.
- Указом Президиума Верховного Совета СССР от 11.06.1980 институт был награждён орденом Трудового Красного Знамени за заслуги в подготовке высококвалифицированных специалистов сельского хозяйства и развитие науки.
- 11.02.1994 переименован в Оренбургскую государственную сельскохозяйственную академию.
- 16.05.1995 переименована в Оренбургский государственный аграрный университет (ОГАУ - первый университет Оренбуржья).
- 27.02.1997 переименован в Государственное образовательное учреждение высшего профессионального образования "Оренбургский государственный аграрный университет".
- 12.03.2003 переименован в Федеральное Государственное образовательное учреждение высшего профессионального образования "Оренбургский государственный аграрный университет".
- 15.09.2014 переименован в Федеральное государственное бюджетное образовательное учреждение высшего профессионального образования "Оренбургский государственный аграрный университет".
- 21.08.2015 переименован в Федеральное государственное бюджетное образовательное учреждение высшего образования "Оренбургский государственный аграрный университет".

Первым директором института был назначен Петр Дмитриевич Каширин. В разные годы руководителями вуза были профессора А.Ф. Рыжов, В.П. Петров, В.А. Бахмутов, Н.И. Востриков, внесшие неоценимый вклад в становление и развитие университета. С 1999 по 2009 год ректором университета был доктор технических наук, профессор Соловьев Сергей Александрович, приглашенный в 2009 году на должность заместителя председателя Правительства – министра сельского хозяйства, пищевой и перерабатывающей промышленности Оренбургской области.
С 2009 по 2015 годы ректором Оренбургского государственного аграрного университета являлся профессор, доктор сельскохозяйственных наук Каракулев Владимир Васильевич.
С 2015 по 2020 годы исполнение обязанностей ректора  ФГБОУ ВО Оренбургский ГАУ возложено на профессора, доктора сельскохозяйственных наук Петрову Галину Васильевну.
С мая 2020 года по настоящее время ректором университета является Гончаров Алексей Геннадьевич, кандидат биологических наук, доцент

## Структура[2]

### Подразделения
Оренбургский государственный аграрный университет по состоянию на 2023 год включает в себя следующие факультеты и институты:
- инженерный факультет (ранее факультет механизации сельского хозяйства),
- факультет агротехнологий, землеустройства и пищевых производств,
- факультет ветеринарной медицины,
- факультет среднего профессионального образования (до 2012 года — Таможенный колледж),
- факультет экономики и права (до 2020 года - экономический и юридический факультеты),
- институт управления рисками и комплексной безопасности (до присоединения в 2013 году факультета информационных технологий — Институт управления рисками и БЖД в АПК).

### Филиалы
В состав Оренбургского государственного аграрного университета в 2007 году на правах филиала вошли пять среднеспециальных учебных заведений Оренбургской области:
- Адамовский сельскохозяйственный техникум,
- Бузулукский гидромелиоративный техникум,
- Илекский зоотехнический техникум,
- Покровский сельскохозяйственный колледж,
- Сорочинский ветеринарный техникум.

## Известные персоналии

### Директора и ректоры[3]
См. также: Ректоры Оренбургского аграрного университета
- 1930—1931 П. Д. Каширин
- 1931—1932 А. Я. Белкин
- 1932—1932 и. о. директора Н. Г. Туровский
- 1932—1934 Б. Ф. Шаго
- 1934—1934 и. о. директора Н. А. Сурков
- 1934—1936 Я. Я. Пилке
- 1936—1936 и. о. директора Л. Г. Князихин
- 1936—1937 Г. М. Пудаев
- 1937—1938 И. С. Бовбас
- 1938—1938 И. П. Панков
- 1938—1939 С. В. Мельников
- 1939—1946 Ф. Е. Куранов
- 1946—1949 А. И. Михалин
- 1949—1960 А. Ф. Рыжов
- 1960—1969 В. П. Петров
- 1969—1972 Ю. Я. Хайнацкий
- 1972—1983 В. А. Бахмутов
- 1983—1999 Н. И. Востриков
- 1999—2009 С. А. Соловьев
- 2009—2015 В. В. Каракулев
- 2015—2019 и. о. ректора Г. В. Петрова
- 2019—2019 и. о. ректора Н. А. Маловский
- 2019—наст.время А. Г. Гончаров

### Известные преподаватели
См. Преподаватели Оренбургского аграрного университета

### Известные выпускники
См. Выпускники Оренбургского аграрного университета
- Железняк, Григорий Карпович (1928—2011) — советский работник сельского хозяйства, Герой Социалистического Труда.
- Завражнов, Анатолий Иванович (род. 1939) — видный учёный в области механизации производственных процессов в АПК; доктор технических наук (1991), профессор (1984), академик РАСХН (2007).
- Ленский, Анатолий Васильевич (1938—1998) — видный советский и российский журналист.
- Чернышёв, Алексей Андреевич (род. 1939) — российский политический деятель, губернатор Оренбургской области (1999—2010).
- Соловьёв, Сергей Александрович (род. 1956) — советский и российский учёный-аграрий, ректор ОГАУ (1999—2009), член-корреспондент РАН (2016).
- Балыкин Сергей Викторович (род. 1961) — первый вице-губернатор – первый заместитель председателя Правительства Оренбургской области – министр сельского хозяйства, торговли, пищевой и перерабатывающей промышленности Оренбургской области[4].
- Исхакова Наиля Бисингалеевна (род. 1972) — министр труда и занятости населения Оренбургской области[5].